# 41 Geminorum
41 Geminorum är en misstänkt variabel (VAR:) i stjärnbilden Tvillingarna.
41 Geminorum har visuell magnitud +5,68 och varierar utan någon fastställd amplitud eller periodicitet. Den befinner sig på ett avstånd av ungefär 4350 ljusår.